# Styringomyia leucopeza
Styringomyia leucopeza är en tvåvingeart som beskrevs av Edwards 1914. Styringomyia leucopeza ingår i släktet Styringomyia och familjen småharkrankar. Inga underarter finns listade i Catalogue of Life.